# Medium (natuurkunde)
Een medium of middenstof is in de natuurkunde een drager van materie of golven. 
Een voorbeeld van een medium als materiedrager is een vloeistof om vaste stoffen in op te lossen om daarna ergens op aan te brengen (bijvoorbeeld verf of vernis).
Een voorbeeld van een medium als golfdrager is water waarin golven zich voortplanten, of lucht waarin geluid zich voortplant.